# Cikháj
Cikháj (in tedesco Ziegenhain) è un comune ceco situato nel distretto di Žďár nad Sázavou, nella regione di Vysočina.